# Holomitrium pervaginatum
Holomitrium pervaginatum là một loài rêu trong họ Dicranaceae. Loài này được Broth. & Paris mô tả khoa học đầu tiên năm 1911.